# Zollvereinsiedlung Heinrich-Lersch-Straße

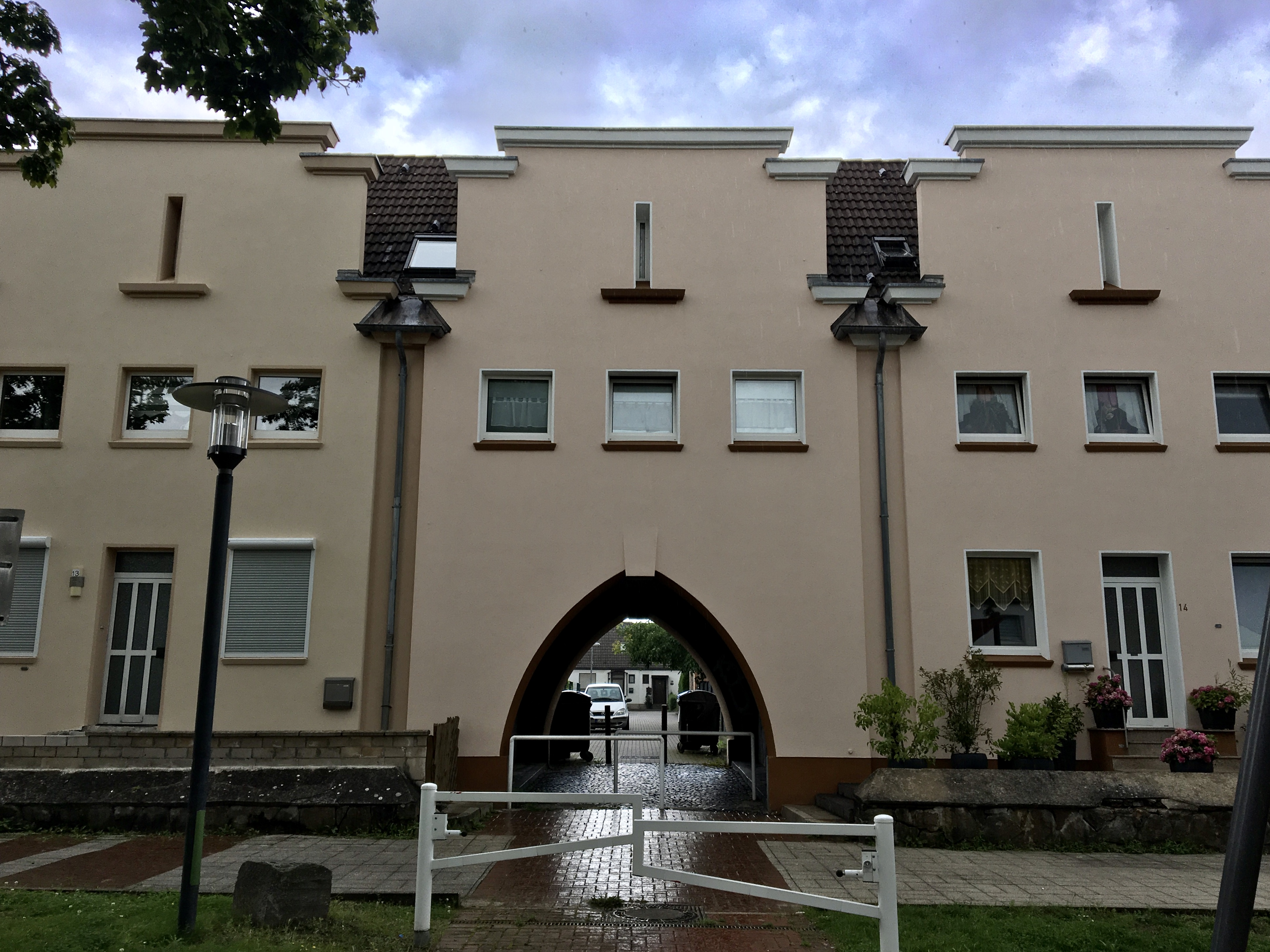
Der Torhausriegel am Heinrich-Lersch-Platz ein zentraler Punkt der Zechensiedlung.

Die Zollvereinsiedlung Heinrich-Lersch-Straße im Essener Stadtteil Katernberg wurde in zwei Bauabschnitten von 1921 bis 1931 errichtet. Sie wird begrenzt durch die Straßen Distelbeckhof im Norden, Hegestraße im Süden, Graudenzstraße im Westen und Viktoriastraße im Osten.

## Geschichte

Erste Bauphase (1921 bis 1926) in orange, zweite Bauphase (1928 bis 1931) in grün.

Die Siedlung wurde 1921/1922 vom Essener Architekten Peter Horrix, später vom Oberhausener Architekten Franz Weckend, geplant und von der Wohnungsbaugesellschaft „Bergmannsiedlung Essen-Nord“ umgesetzt. Dadurch sollte der Wohnungsmangel nach dem Ersten Weltkrieg in Katernberg verbessert werden. Anders als beispielsweise in der Kolonie Hegemannshof sollte es kein strenges Raster geben. So waren die Horrix' Pläne an Gartenstädten angelehnt mit unterschiedlichen Hausgrößen, vielfältiger Giebel- und Fassadengestaltung und verschiedenen Materialien. Vorherige Zechensiedlungen wurden meist direkt durch die jeweilige Zeche geplant und durchgeführt was dazu führte, dass ein Arbeitsverhältnis Grundlage für einen Mietvertrag war. Obwohl diese Zollvereinsiedlung durch gemeinnützige Wohnungsgesellschaften durchgeführt wurde, hat sich an der Bindung von Mietvertrag und Arbeitsverhältnis mit der Zeche nichts geändert.
Der erste Bauabschnitt begann 1921 an der Viktoriastraße zwischen Diestelbeckhof und Hegestraße, 1921/1922 folgte dann die Theobaldstraße südlich des heutigen Heinrich-Lersch-Platzes. Der dortige Torbogen unterstreicht die neuartige Gestaltung des Architekten Horrix und war zunächst nur als Öffnung für Fußgänger geplant. Die Wohnhäuser des erstens Bauabschnitts sind kettenartig miteinander verbunden durch flache Seitenarme, die die Reihe der zweigeschossigen Häuser auflockern. In den Seitenarmen war Platz für Aborte und Ställe. Die Backsteinhäuser hatten acht verschiedene Hausformen um ein vielfältiges Straßenbild zu formen. 1926 war der erste Bauabschnitt beendet und umfasste die Viktoriastraße, Knappenstraße, Hegestraße, Heinrich-Lersch-Straße und Theobaldstraße.
Zwischen 1928 und 1931 folgte der zweite Bauabschnitt durch die „Ruhrwohnungsbau AG“ und den Architekten Fritz Schupp. Für Graudenzstraße und Diestelbeckhof entwarf Schupp ein Doppelhaus mit seitlichem Zugang und ein Reihenhaus mit jeweils vier Einheiten. Optisch waren die Häuser so geplant, dass es im Erdgeschoss eine Ziegelverblendung gab und die Obergeschosse verputzt waren. Die Wohnungen hatten eine Fläche von jeweils 70 m² und 80 m² für kinderreiche Familien. Die Ausstattung der Wohnung bat einigen Komfort mit von der Wohnküche getrennten Spülküchen, Kanalisationsanschluss und elektrischem Strom. Ab 1926 bekamen einige Wohnungen auch ein Bad.

Entlang der Dirschaustraße folgten Stahlblech-Fertighäuser in zwei Haustypen.  Die Häuser mit einer Grundfläche von 50 m² hatten auf zwei Etagen eine Wohnküche, ein Badezimmer und drei Schlafzimmer. Der Heinrich-Lersch-Platz sollte als sogenannter Windflügelplatz mit zulaufenden Straßen ein Zentrum der Siedlung sein. Am Ende der Godertwende entstand ein zweiter Windflügelplatz mit den zulaufenden Straßen Hegehofs Wiese, Knappenstraße und August-Schmidt-Straße. Die Hegestraße an der südlichen Grenze der Siedlung sollte mit dem Katernberger Bach als Grünzug dienen. 

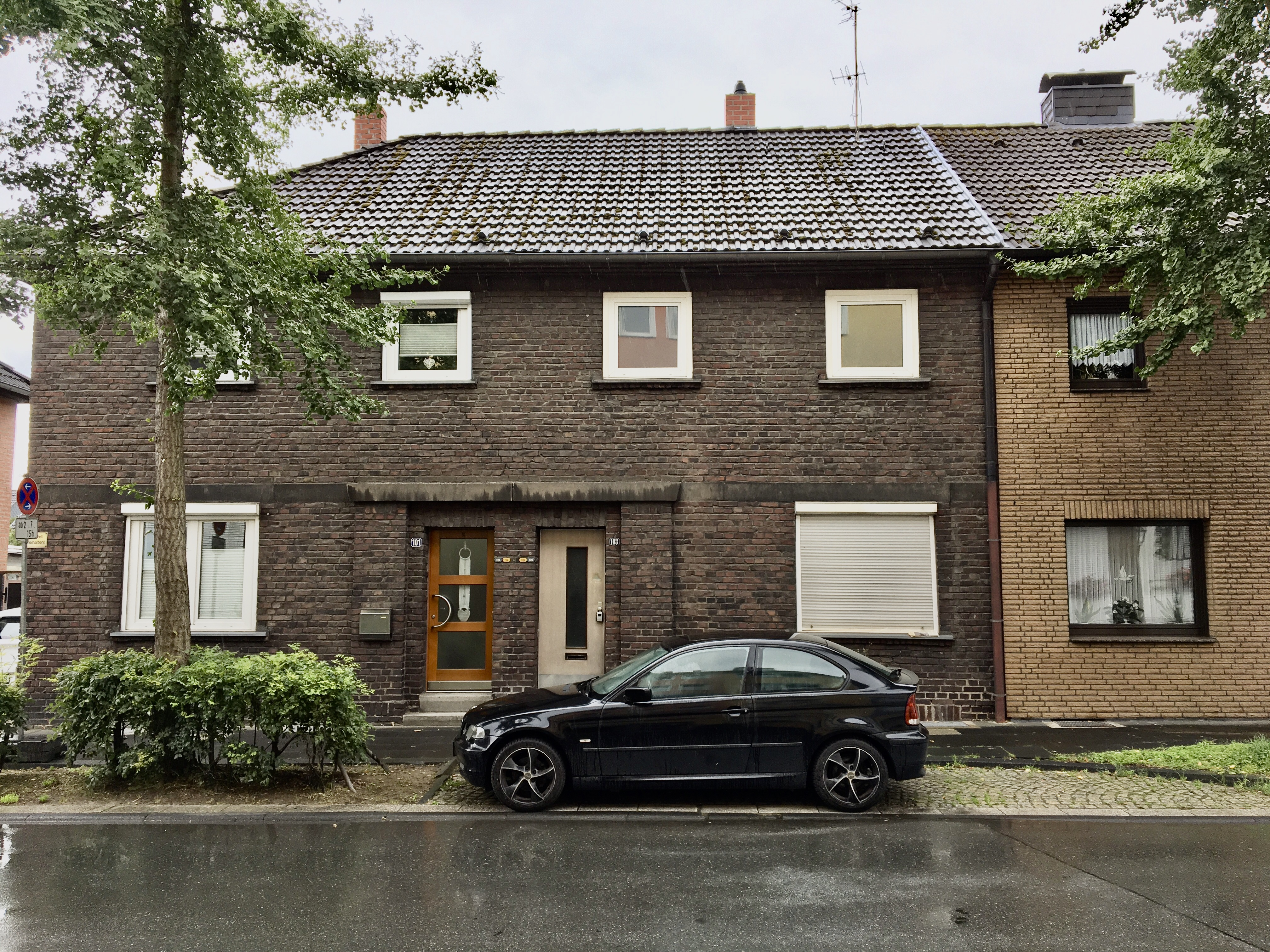
An der Viktoriastraße entstanden 1921 die ersten Straßen der neuen Zechensiedlung. Auf der linken Seite ist das Haus noch im Originalzustand erkennbar.
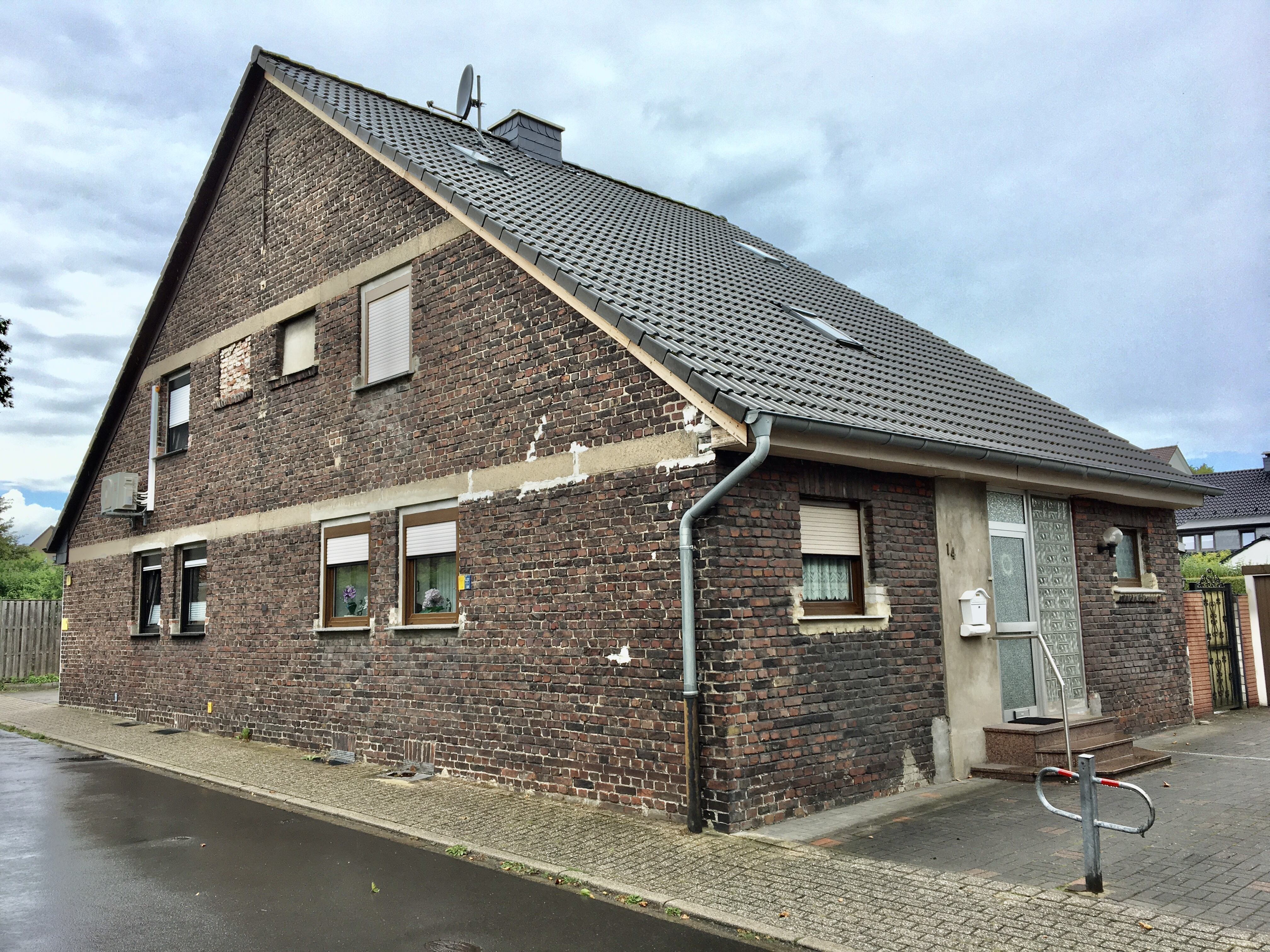
Die breiten Häuser am Platz Knappenstraße und Hegehofs Wiese sind noch weitgehend im Originalzustand. Hier kann man am Giebel individuelle Ornamente sehen.
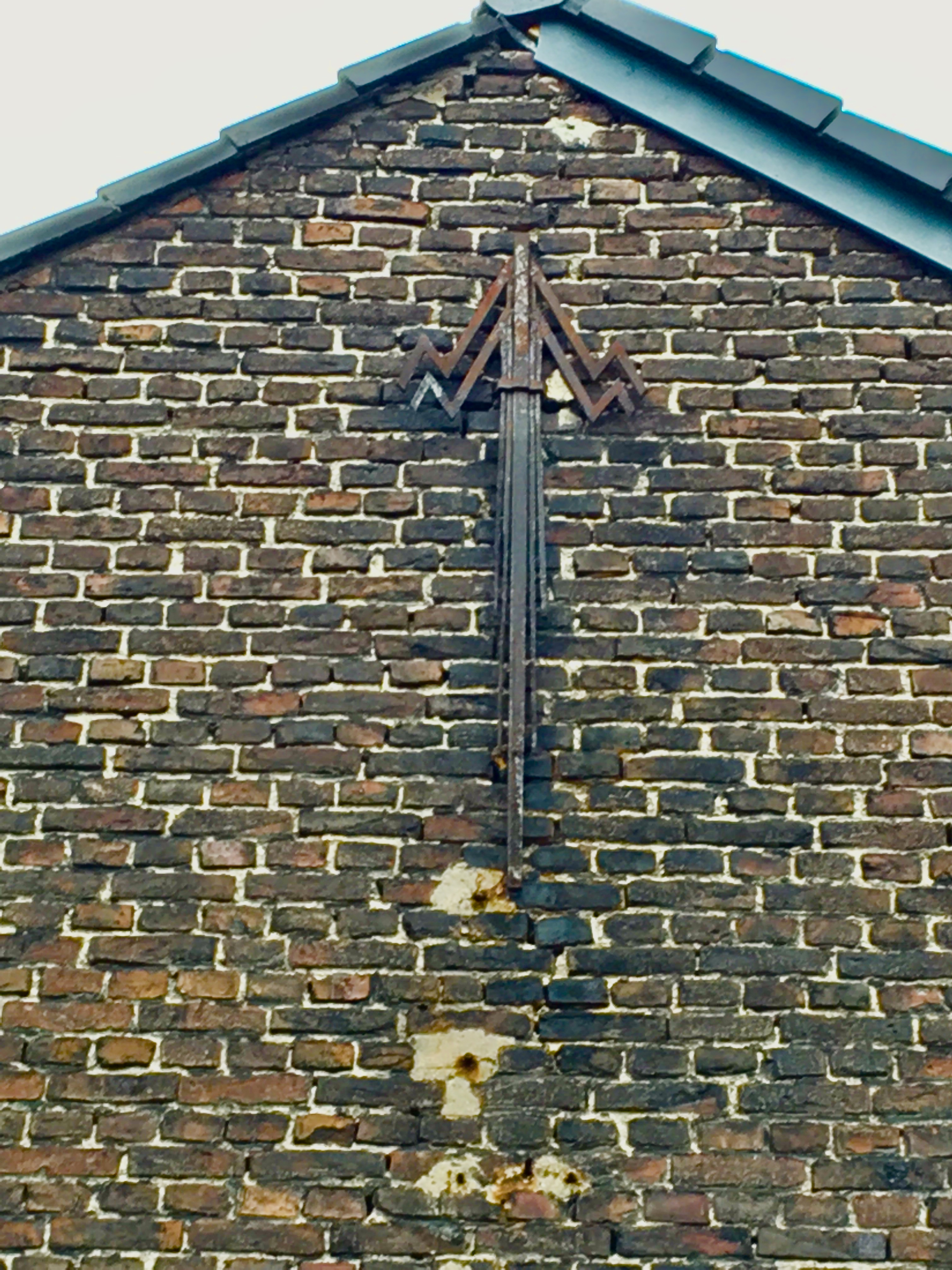
Eines der Hausornamente an den Häusern Knappenstraße und Hegehofs Wiese.
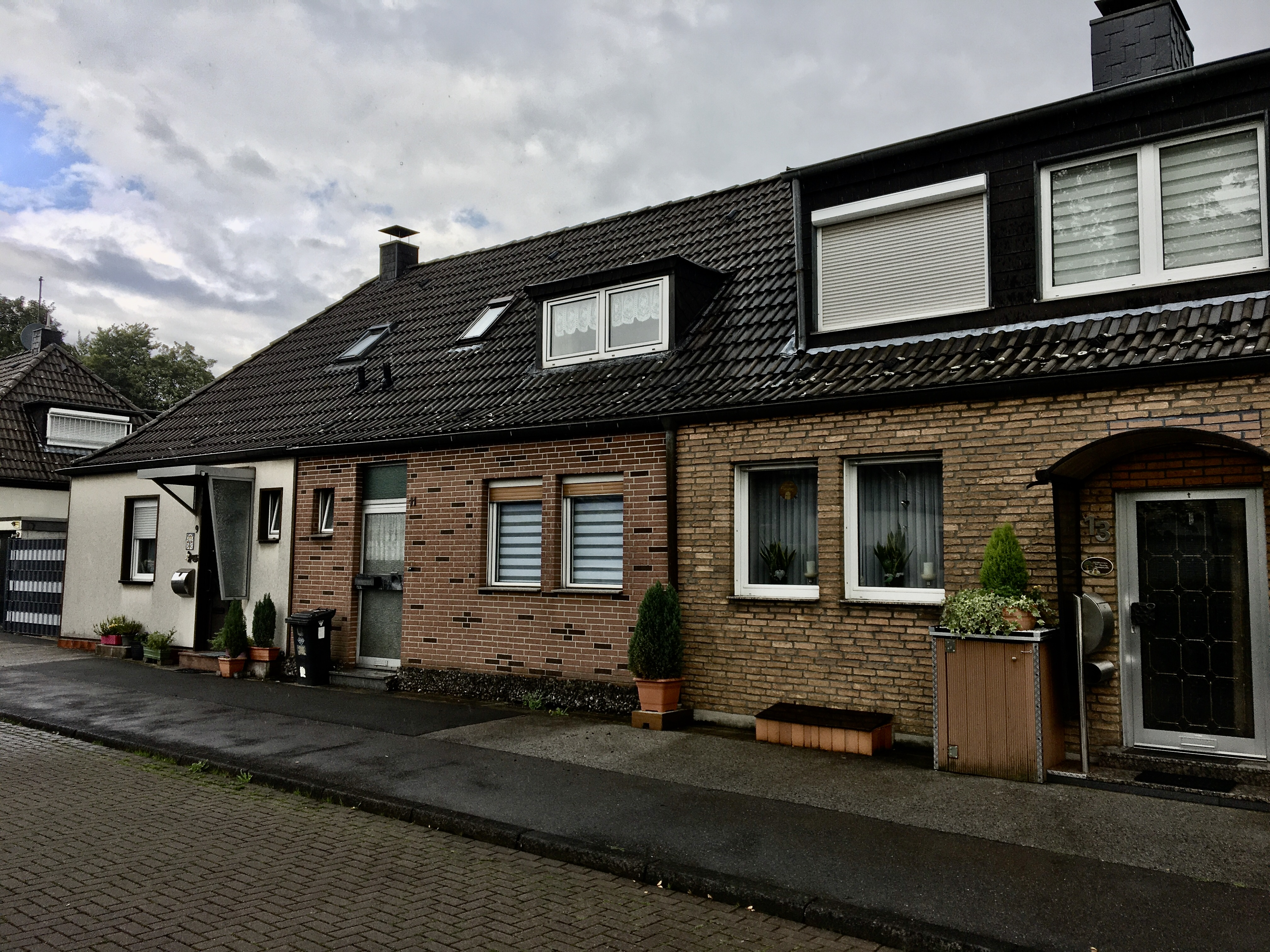
Die Häuser an der Dirschaustraße sind aus der zweiten Bauphase zwischen 1928 und 1931 und unterscheiden sich von allen anderen Bauten in der Siedlung dadurch, dass es Stahlfertighäuser sind.
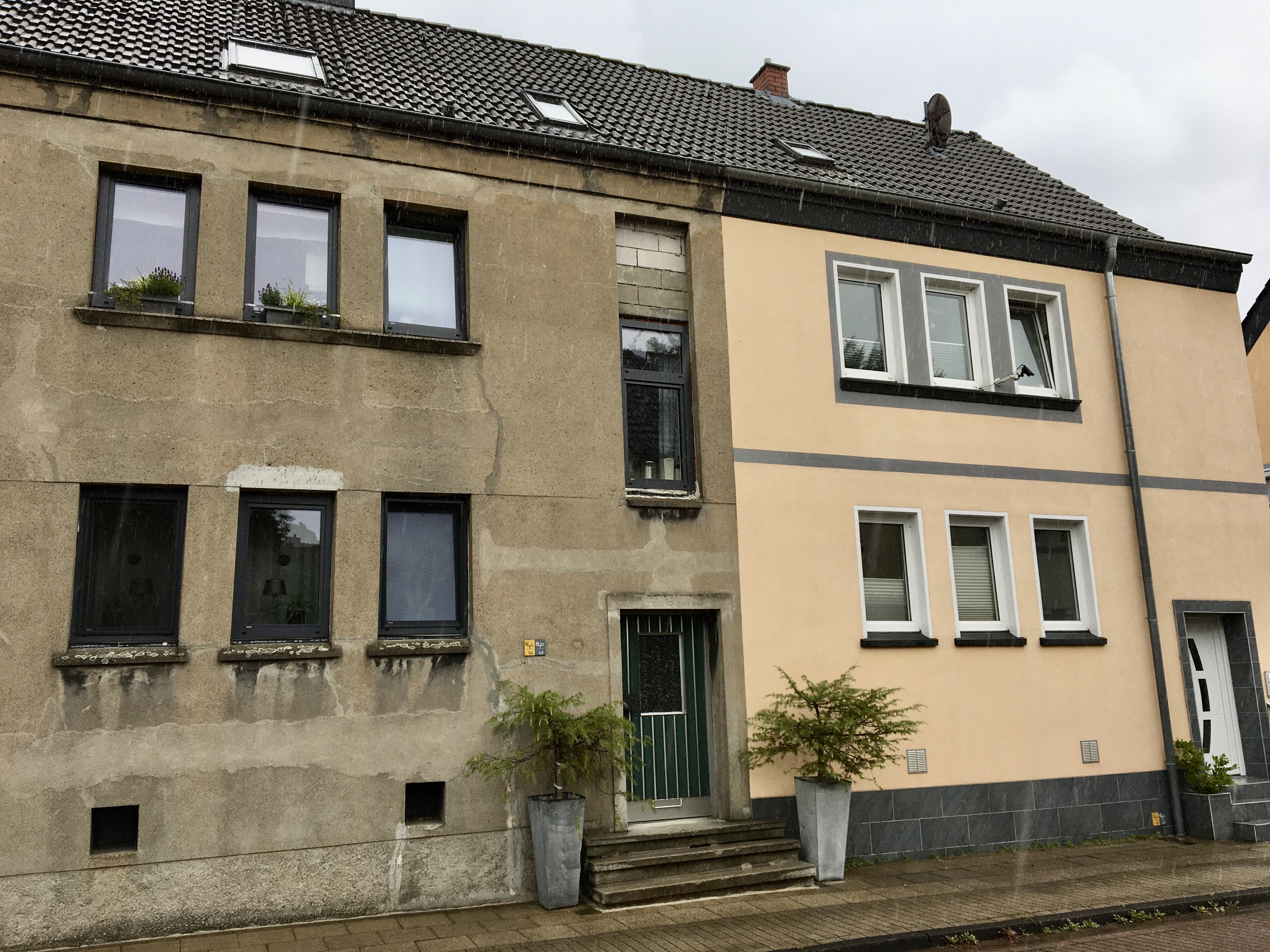
An der Graudenzstraße findet man Häuser aus der zweiten Bauphase. Hier bemerkenswert sind die hohen vertikalen Fenster im Treppenhaus.

In den 1980er Jahren wurde der Bereich um den Heinrich-Lersch-Platz verkehrsberuhigt. Inzwischen sind die Häuser an der Theobaldstraße und Dirschaustraße modernisiert und vollständig verputzt, sodass heute kaum noch der ursprüngliche Zustand zu erkennen ist. Manchen Häusern sieht man noch die ursprüngliche Bauart als Backsteinhaus an, unter anderem in der Straße Hegehofs Wiese.

## Lage
Die Siedlung liegt im nordwestlichen Bereich von Katernberg zwischen den Hauptstraßen Zollvereinstraße und Katernberger Straße, nicht weit zur Grenze nach Stoppenberg. An der Viktoriastraße liegt am nördlichen und südlichen Ende jeweils ein Friedhof. Die Wohnhäuser an der Ostseite der Viktoriastraße gehören teilweise zur Kolonie Hegemannshof, die sich hauptsächlich durch die schnurgerade und uniform gestaltete Meerbruchstraße auszeichnet. Am Südende der Viktoriastraße liegt der Katernberger Markt.